# Проклятые деревья

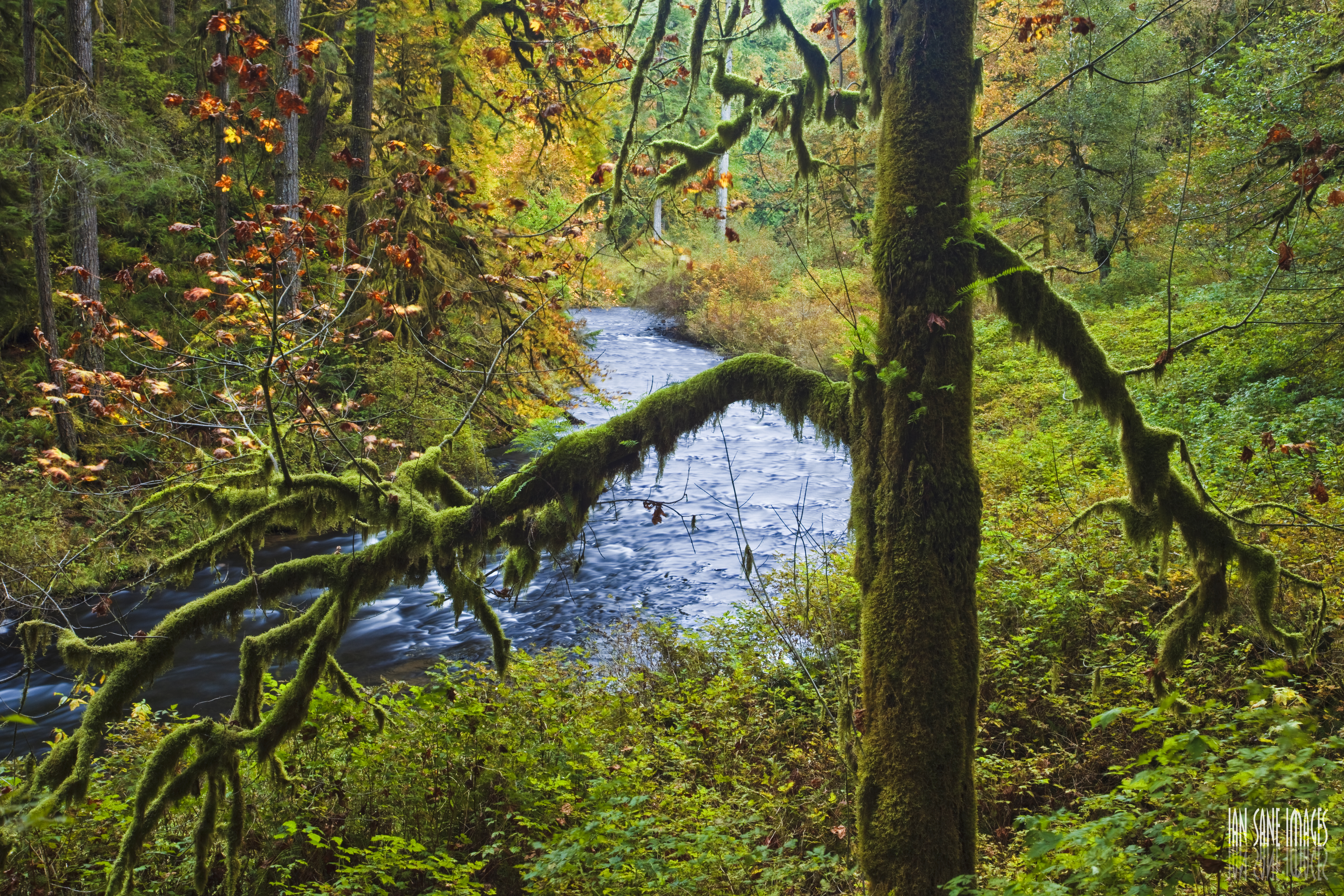

Про́клятые дере́вья — деревья, наделяемые людьми отрицательной семантикой и символикой. Их также называют: «грешные», «недобрые», «нечистые», «злые», «дьявольские», «чёртовы». Представление о добрых и злых, о счастливых и несчастливых деревьях сформировалось у славян в дохристианские времена, с приходом христианства дополнилось и отчасти изменилось.
Согласно поверьям, «проклятыми» деревья становятся в результате гнева Богородицы, Христа, Иоанна Крестителя, различных святых или в результате наказания за то, что не спрятали Богородицу с младенцем, выдали их своим шелестом преследователям, не укрыли от солнца или непогоды, не выразили почитания.
Негативная символика про́клятых деревьев налагает на них ответственность за все неприятности, которые случаются с человеком. Они могут быть причиной его смерти или болезни. Считается, что спрятавшегося в грозу под проклятым деревом человека обязательно поразит молния; дом человека, построенный с использованием проклятых деревьев, постоянно будут навещать неудача, болезни, нечистая сила. Эти деревья не дают плодов, их древесина не используется в строительстве и для поделок. Нередко проклятие, упоминаемое в легенде, предании, сказании, влияет на дальнейшую судьбу дерева.
Польская исследовательница А. Шифер пришла к выводу, что деление деревьев на добрые и злые почти всегда уязвимо, так как в каждом селе, не говоря уже о более крупных ареалах, набор добрых растений отличается от такого же в другом селе и самим набором, и признаками, которыми характеризуется то или иное дерево (кустарник). Почти нет деревьев, которые имели бы однозначную положительную или отрицательную оценку.
Отношение к растениям может меняться во времени. По мнению А. Н. Афанасьева, судьба осины изменилась в христианскую эпоху под влиянием появившегося поверья о том, что будто на ней удавился Иуда и потому она вечно дрожит. До этого времени осина имела благое значение как дерево, преисполненное жизненной силы: листья постоянно дрожат, разговаривая между собой. Оно помогало в борьбе против всякой нечисти: с помощью осины прогоняли «коровью смерть», лечили лихорадку и другие болезни. Так ранее благое дерево стало восприниматься как нечистое.